# 下町・銭湯騒動記
『下町・銭湯騒動記』（したまち せんとうそうどうき）は、2002年から2005年に日本テレビ系「火曜サスペンス劇場」、「DRAMA COMPLEX」で放送されたテレビドラマシリーズ。全5作。主演は泉ピン子。

## キャスト

### 主要人物
宝田香代子
演 - 泉ピン子
浅草で銭湯『富士の湯』を営む女将。
宝田恭介
演 - 森本レオ
香代子の夫。
南舞子
演 - 熊谷真実
恭介の妹。
南新平
演 - 古尾谷雅人（第1作・第2作） → 西岡徳馬（第3作 - 第5作）
舞子の夫。墨田北署の刑事。
宝田一郎
演 - 宮里駿
香代子と恭介の息子。10年前、ひき逃げに遭い9歳で死亡。
野口
演 - 石井愃一
墨田北署の刑事課長。新平の上司。

### その他
久保田
演 - 池田幹（第1作 - 第3作）
墨田北署の刑事。
石井
演 - 嶋田豪
墨田北署の刑事。
川村
演 - 根本博成（第2作 - 第5作）
墨田北署の刑事。
田中明
演 - 岡本信人（第1作 - 第4作）
『富士の湯』の常連客。香代子の同級生。
好江
演 - 鷲尾真知子
『富士の湯』の常連客。香代子の同級生。
照子
演 - 石井トミコ
『富士の湯』の常連客。香代子の同級生。
安雄
演 - 小野ヤスシ
『富士の湯』の常連客。香代子の同級生。魚屋。
シゲさん
演 - 三角八廊
『富士の湯』の常連客。
先生
演 - 梅津栄
『富士の湯』の常連客。
スナックのママ
演 - 大和なでしこ
『富士の湯』の常連客。
花子
演 - 杉村暁（第2作 - 第5作）
『富士の湯』の常連客。芸者。
五郎
演 - コアラ
『富士の湯』の常連客。タクシー運転手。
スミ子
演 - 水町レイコ
『富士の湯』の常連客。
美代子
演 - 氏家恵（第1作・第3作 - 第5作）
『富士の湯』の常連客。五郎の妻。

### ゲスト
第1作『入浴料がわりにダイヤの指輪を預けた女ホームレスの死 ー 時効が裂いた母子愛』
- 広川晋（設計士） - 宮川一郎太（少年時代：阪田智靖）
- 小宮雪枝（ホームレス） - 五月みどり
- 多嶋孝一郎（証券マン） - 橋爪淳
- 小野寺春子（雪枝の知人） - 今井和子
- ホームレス - 横山あきお
- 小沢（ホームレス） - 佐藤孝輔
- 春子の夫 - 益富信孝
- 金森（アパートの大家） - 住吉正博
- 倉本忠（14年前の殺人事件の被害者） - 波多江清
- 奈月ひろ子、篠原愛、安井祐子、白川純瓶、三木秀甫、君野元気、松野純

第2作『35年ぶりに再会の初恋の同級生に妻殺しの容疑 ー 息子の似顔絵に託す父の遺言状』
- 佐藤一雄（香代子の同級生） - 佐藤B作
- 佐藤真理（佐藤の妻） - 久野真紀子
- 吉沢純一（佐藤と前妻の息子） - 木崎大輔
- 吉沢良子（佐藤の前妻） - 金久美子
- 大城英司、篠原愛、高仁和絵、葉山博喜、白川純瓶

第3作『轢き逃げの罠に怯える二人の母親 ー 10年前の悪夢と同じペガサス絵に復讐の炎』
- 小林仁美（『富士の湯』の常連客） - 大谷直子
- バイク屋 - 島崎俊郎
- 小林和彦 - 猪野学
- 由紀 - 吉村涼
- 斉藤 - 丹古母鬼馬二
- 長谷川（刑事） - 井上博一
- 水島淳一 - 鈴木浩介
- 尾形信也（元暴走族） - 小林正寛
- 板長 - 坂口進也
- 吉沢健、池田道枝、竹本美知敏、白川純瓶、楠良命

第4作
- 秋山常吉（元刑事） - 山田吾一
- 内藤美春（小関の彼女） - 高橋かおり
- 森下洋治 - ベンガル
- 室田松吉（恭介の父） - 渡辺哲
- 小関裕太（恭介の会社の後輩） - 甲本雅裕
- 片桐陽子 - 大沢さやか
- 睦子 - 阪上和子
- 常吉の妻 - 和田幾子
- 内藤綾乃（美香の母） - 舟木幸
- 刑事 - 伊藤昌一
- 片桐ミキ - 佐々木麻緒
- 石沢徹、荒木優騎、井上夏葉、柳下季里、高松潤、小泉奈々、田中はるか、白川純瓶、八木萌

第5作『浅草美女の湯殺人事件』
- 工藤典子（工藤の妻） - 東ちづる
- 中川紀美子 - 未來貴子
- 工藤一哉（銭湯『草の湯』の主人） - 太川陽介
- 工藤良太（工藤の息子） - 佐野観世
- 高山寅男（ボイラー業者） - 山本龍二
- 北条（紀美子の兄） - 岩崎ひろし
- 台東区組合員のリーダー - 住吉正博
- 台東区組合員 - 小川隆市、佐々木研、藤邦有子
- 北条の妻 - 曽川留三子
- 円谷文彦、高橋ひろ子、松田美帆子、白川純瓶

## スタッフ
- 脚本 - 坂上かつえ、重森孝子、外村朋子
- 監督 - 吉川一義、岡屋龍一
- 音楽 - 大谷和夫、福井峻、丸谷晴彦
- 企画 - 酒井浩至
- プロデューサー - 佐光千尋、石坂久美男、里中哲夫、金田和樹
- 制作 - 日本テレビ、近代映画協会

## 放送日程
| 話数 | 放送日         | サブタイトル                                                               | 脚本                | 監督     |
| ---- | -------------- | -------------------------------------------------------------------------- | ------------------- | -------- |
| 1    | 2002年10月22日 | 入浴料がわりにダイヤの指輪を預けた女ホームレスの死 ー 時効が裂いた母子愛   | 坂上かつえ          | 吉川一義 |
| 2    | 2003年4月8日   | 35年ぶりに再会の初恋の同級生に妻殺しの容疑 ー 息子の似顔絵に託す父の遺言状 | 重森孝子            | 吉川一義 |
| 3    | 2003年10月21日 | 轢き逃げの罠に怯える二人の母親 ー 10年前の悪夢と同じペガサス絵に復讐の炎   | 坂上かつえ 外村朋子 | 岡屋龍一 |
| 4    | 2004年2月17日  |                                                                            | 坂上かつえ          | 吉川一義 |
| 5    | 2005年12月13日 | 浅草美女の湯殺人事件                                                       | 坂上かつえ          | 吉川一義 |